# Île de la Possession
L'île de la Possession è l'isola principale dell'arcipelago sub-antartico delle isole Crozet, appartenente alle Terre australi e antartiche francesi.

## Storia
L'île de la Possession fu scoperta il 24 gennaio 1772 dall'esploratore francese Nicolas Thomas Marion-Dufresne. Julien Crozet, comandante in seconda del Mascarin, fu inviato a terra dove effettuò una cerimonia per la presa di possesso posando una bottiglia contenente una pergamena nel nome del re Luigi XV. L'isola fu per questo chiamata "Isola della presa di possesso" (in francese île de la Prise de Possession).
La corvetta Héroïne dell'ammiraglio Jean-Baptiste Cécille fece scalo su quest'isola.

## Geografia
Con una superficie di 150 km², l'île de la Possession è la più grande dell'arcipelago. È anche la sola a possedere una base permanente, la base Alfred Faure, costruita nel 1963, che ospita da 18 a 30 ricercatori.
Insieme all'île de l'Est situata 18 km a est, al di là del canal des Orques, forma il gruppo orientale dell'arcipelago.
L'île de la Possession, così come le altre isole dell'arcipelago è un'area protetta in quanto facente parte della Réserve naturelle nationale des Terres Australes Françaises. Tale protezione copre esclusivamente lo spazio terrestre dell'isola.

## Vulcanologia
L'esplorazione vulcanologica dell'isola è stata effettuata nel 1981 da Luc Chevallier.
L'île de la Possession è uno stratovulcano che si è formato nel corso di almeno 5 fasi di attività.
Il suo centro eruttivo è attualmente localizzato ad ovest (cap de l'Héroïne) dove dei pannelli levigati dall'erosione marina risultano in contrasto con la pendenza generale del vulcano. Questa "fase 1", la più antica, è formata da ialoclastiti palagonitizzate intercalate a strati di fossili marini (pecten, mitilo) testimoni di un'attività subacquea.
La fase 2 è visibile nei fondi delle valli e corrisponde all'attività sub-aerea di spesse colate di basalto interrotta da un'attività più esplosiva di piroclastite. Delle reti di dicchi anulari sono presenti in tutta la "serie 2". Questa attività si colloca fra i 9 e 1,3 milioni di anni fa, ossia nel Mio-Pliocene e fino al Pleistocene.
La fase 3 si è depositata dopo l'erosione della superficie lavica della fase 2. Inizia con un conglomerato basale seguito da piroclastiti interstratificate da sottili colate di lava, via via più abbondanti verso la fine del ciclo. Questi prodotti sono stati trasportati da dicchi radiali con centro nella parte occidentale dell'isola. Questa fase ha avuto luogo tra 1 e 0,5 milioni di anni fa (Pleistocene).
Nella fase 4 si costituiscono le formazioni rocciose di una decina di metri di spessore che coronano l'altopiano. La lava proviene dai dicchi raggruppati in un sistema di spaccature di direzione NW-SE le cui iniezioni ravvicinate di una decina di metri indicano una maggiore estensione della crosta oceanica a quell'epoca. Questa fase è stata seguita da un periodo di glaciazione.
La fase 5 è rappresentata da coni di scorie (ne è un esempio mont Branca e soprattutto la zona del mont des Cratères) allineati ai dicchi e alle fratture del vulcano primitivo. Dovrebbe risalire a meno di 100.000 anni fa.